# Собор Святого Петра (Бове)
Собор Святого Петра в Бове (фр. Cathédrale Saint-Pierre de Beauvais) — самый высокий (хотя и незаконченный) из французских готических соборов. Расположен на севере Франции в городе Бове. Это кафедральный храм нуайонского диоцеза.
Собору в Бове принадлежит видное место в истории готической архитектуры. Он, в частности, обладает самыми высокими готическими хорами в мире (48,50 м). Храмовый комплекс состоит из позднего трансепта (XVI век), хора с апсидами и семи полигональных апсид капеллы XIII столетия, которые доступны через деамбулаторий. Малая романская церковь Нотр-Дам-де-ла-Бас-Эвр (Basse Œuvre, строилась в 997—998 гг.) занимает место, предназначенное для нефов.

## История
Работы по возведению собора начались в 1225 году под управлением графа-епископа Милона из Нантёйя, сразу после третьего пожара в старой базилике с деревянной крышей, алтарь которой был отреставрирован только за три года до пожара. Хоры были завершены в 1272 году, в двух кампаниях, с интервалом в 1232—1238 годах в связи с финансовым кризисом, вызванным борьбой с Людовиком IX. Две кампании отличаются небольшим изменением направленности и стилистики работы. По решению епископа Гийома де Гре высота здания была увеличена на 4,9 метра, чтобы сделать своды собора самыми высокими в Европе. Своды в интерьере хора достигают 48 метров, что значительно превосходит высоту одновременно построенного собора Нотр-Дам в Амьене с его 42-метровыми нефами.

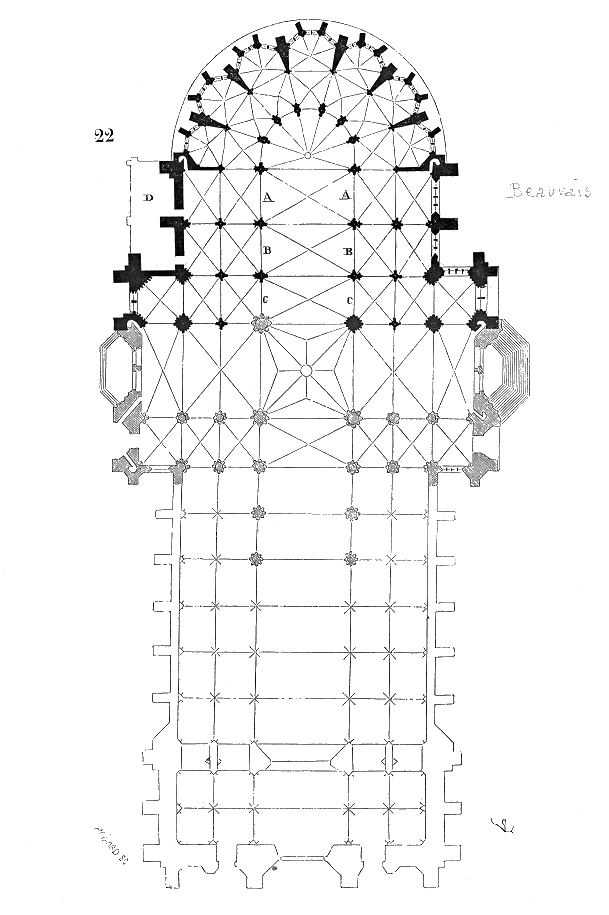
Архитектурный план собора из издания 1856 г.; светлым выделены никогда не построенные фрагменты

Работа была прервана в 1284 году из-за обрушения некоторых сводов. Это обрушение часто рассматривается как катастрофа, которая подготовила «нервный срыв» среди французских архитекторов, работающих в готическом стиле. Стивен Мюррей отмечает, что обрушение также оказалось «предвестником наступления эпохи меньших по размеру строений, что ассоциировалось с демографическим спадом, Столетней войной и XIII веком».
Впрочем, крупномасштабная стройка вскоре была продолжена, хоры были перестроены до той же высоты, хотя и с большим числом колонн в проходах позади хоров (chevet). Трансепт был построен с 1500 до 1548 годы в стиле пламенеющей готики, характерном для периода раннего французского ренессанса. В 1573 году обрушение «слишком амбициозной» 153-метровой центральной башни снова остановило работу, после чего были сделаны лишь небольшие дополнения.
Эжен Виолле-ле-Дюк называл хоры Собора в Бове «Парфеноном французской готики».

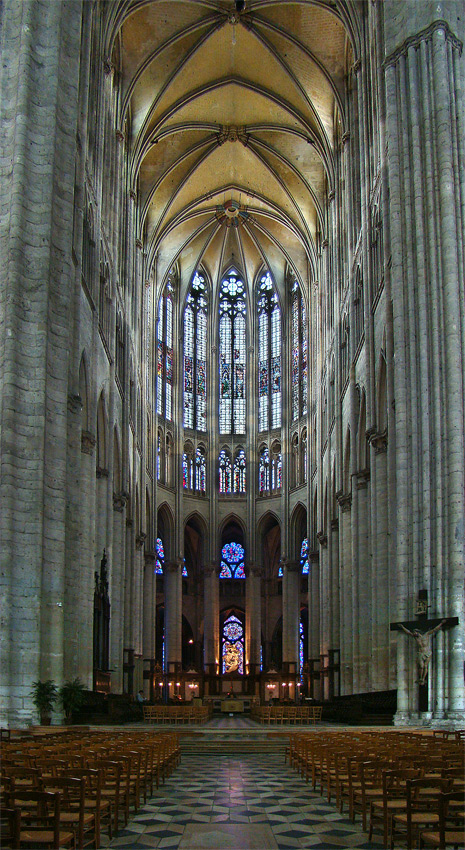
Интерьер собора

Фасады собора, особенно на южной стороне, показывают всё богатство поздней готики. Резные деревянные двери северного и южного порталов являются шедеврами соответственно готического и ренессансного искусства. Собор обладает сложными астрономическими часами (1866) и гобеленами 15-го и 17-го веков, но к его главным художественным сокровищам относятся стеклянные витражи 13, 14, и 16-го века, самый красивый из которых был изготовлен художником Ренессанса Ингранд ле Принс (фр.), уроженцем Бове. Ему также принадлежат некоторые витражи во втором храме города — Сент-Этьен (фр.), которые являются интересным примером перехода между романским и готическим стилями.
14 января в средние века в соборе Бове проводился Праздник осла (лат. festum asinorum), в память о бегстве Святого семейства в Египет.

## Состояние постройки
В стремлении к созданию самого высокого собора в XIII веке строители Сен-Пьер де Бовэ задействовали и развили передовые технологии того времени. Хотя структура могла быть выше, контрфорсы были сделаны тоньше, чтобы максимально пропустить свет в собор. В 1284 году, всего через двенадцать лет после завершения, часть свода хоров рухнула вместе с несколькими аркбутанами. В настоящее время считается, что обрушение конструкций было вызвано резонансными колебаниями из-за сильного ветра.

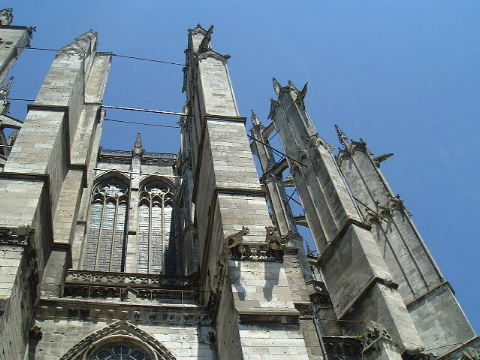
Боковые тяги между аркбутанами

На снимке показаны боковые железные тяги для поддержки между аркбутанами; неизвестно, когда были установлены эти внешние тяги. Эта технология могла быть доступна в момент первоначального строительства, но необходимость в дополнительной поддержке могла быть признана после обрушения в 1284 году или даже позднее. В 1960-е годы неэстетичные тяги были убраны по причине сомнений в их нужности. Тем не менее стали усиливаться колебания, созданные ветром, и хоры частично отошли от трансепта. Впоследствии тяги были вновь установлены, но на этот раз они были выполнены из стали. Так как сталь менее гибкая, чем железо, структура оказалась более жёсткой, и стало возможным появление дополнительных трещин.
Как показывает поэтажный план, оригинальный дизайн включает в себя неф, который никогда не был построен. Таким образом, отсутствие опоры со стороны центрального нефа способствует структурной слабости собора.
С течением времени появились другие проблемы, которые требовали более радикальных мер. Северный трансепт теперь имеет четыре больших деревянных и стальных боковых ферм на разных высотах, установленных в 1990-е, чтобы сохранить трансепт от обрушения (см. фотографию). Кроме того, главное перекрытие трансепта прерывается намного большей по размеру подпоркой, которая поднимается из пола под углом в 45 градусов. (см. фото). Эта подпорка была установлена в качестве чрезвычайной меры, чтобы дать дополнительную опору колоннам, которые до настоящего времени поддерживают высочайшие своды в мире.
Эти временные меры будут действовать до постройки постоянного решения. Ведутся различные исследования для определения с большей уверенностью, что можно сделать, чтобы сохранить конструкцию величественного здания. Колумбийский университет выполняет исследование с использованием трёхмерной модели с помощью лазерного сканирования в здании, чтобы определить слабые места в конструкции.

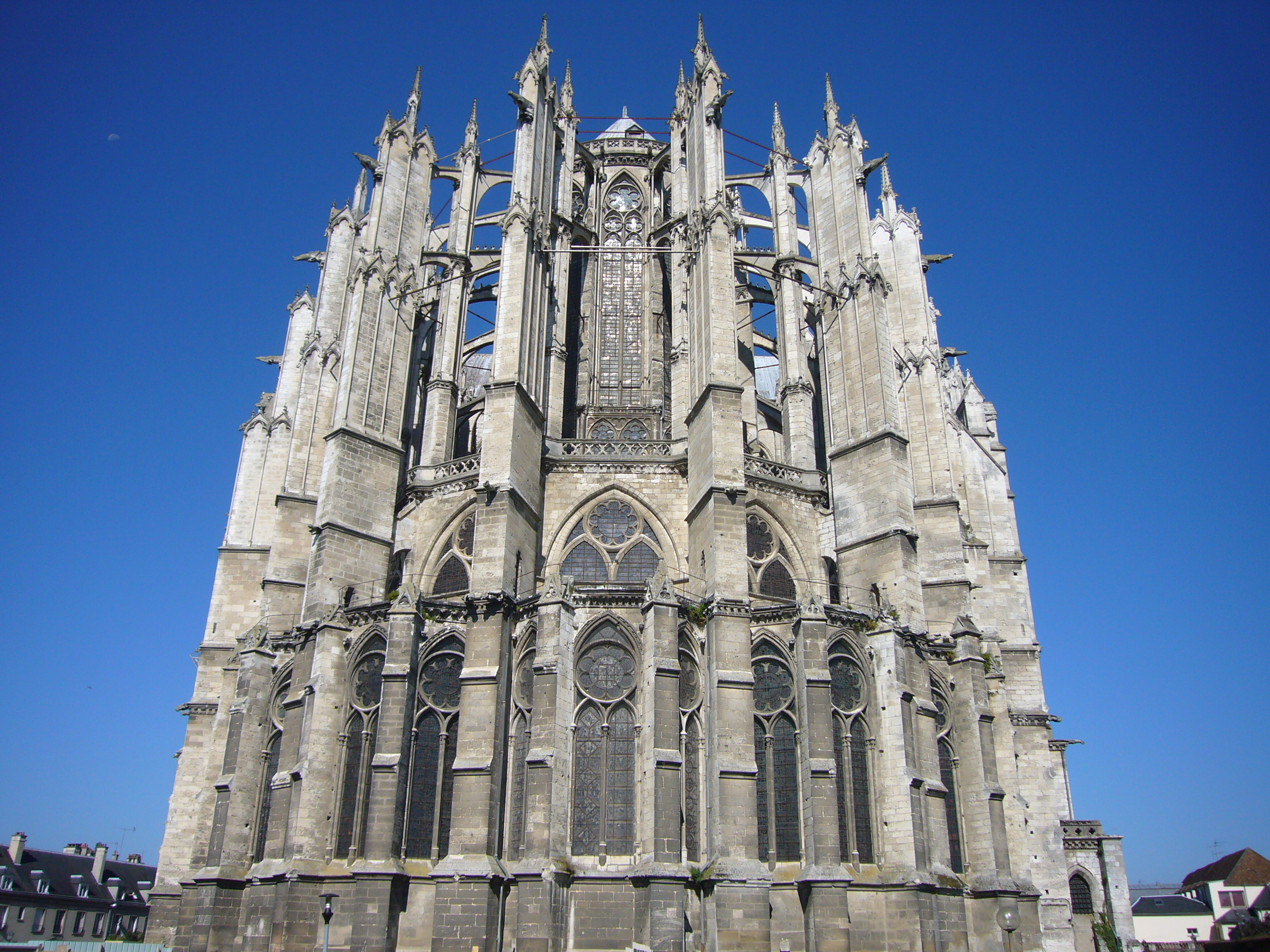
Собор в Бове — вид с востока
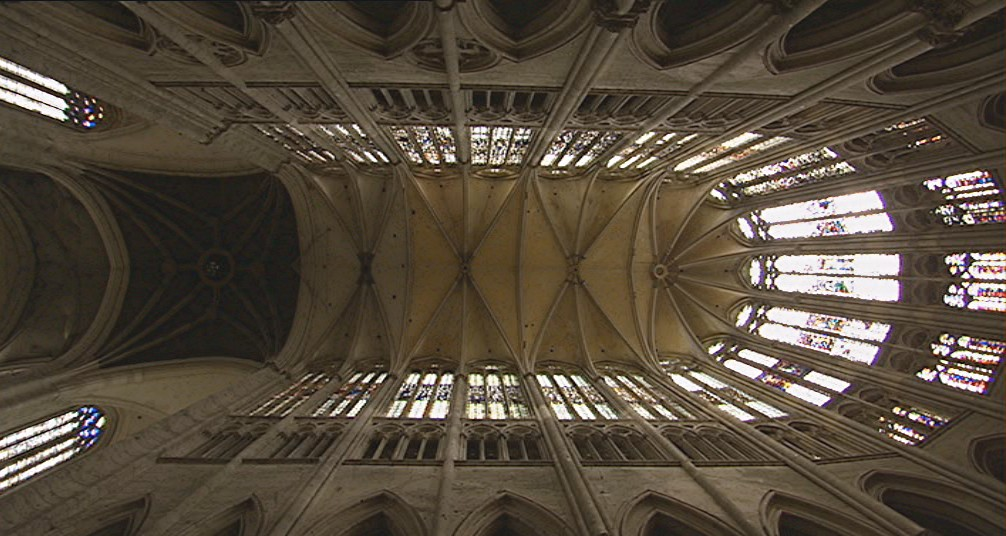
Свод центрального нефа
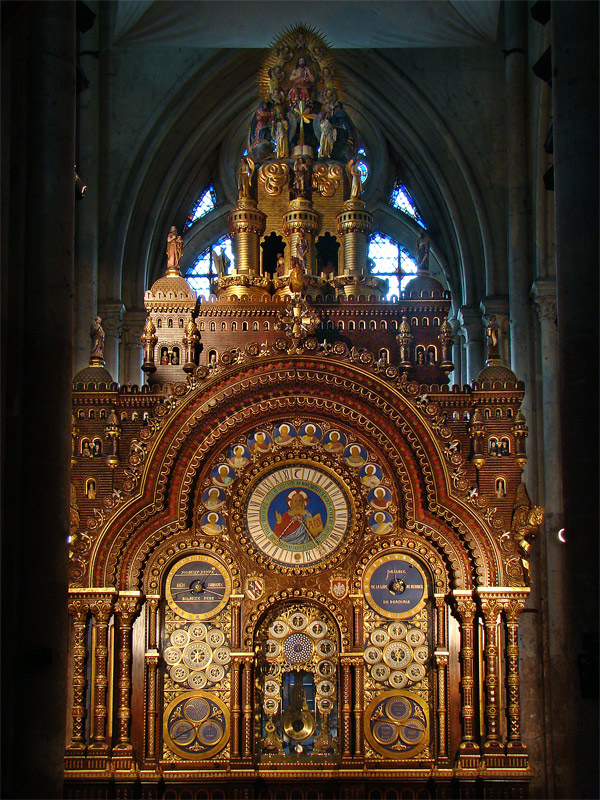
Астрономические часы собора
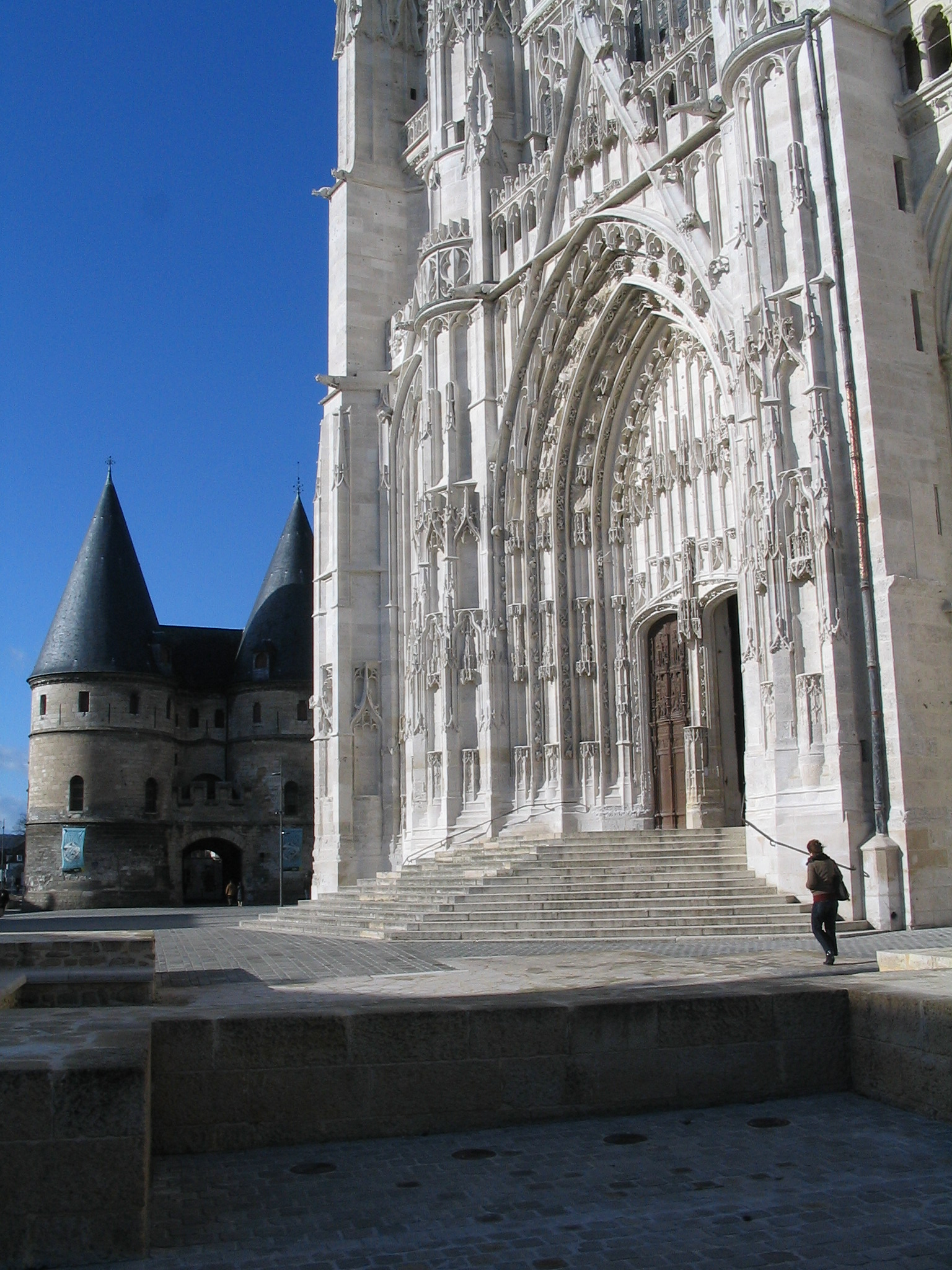
Южный портал собора
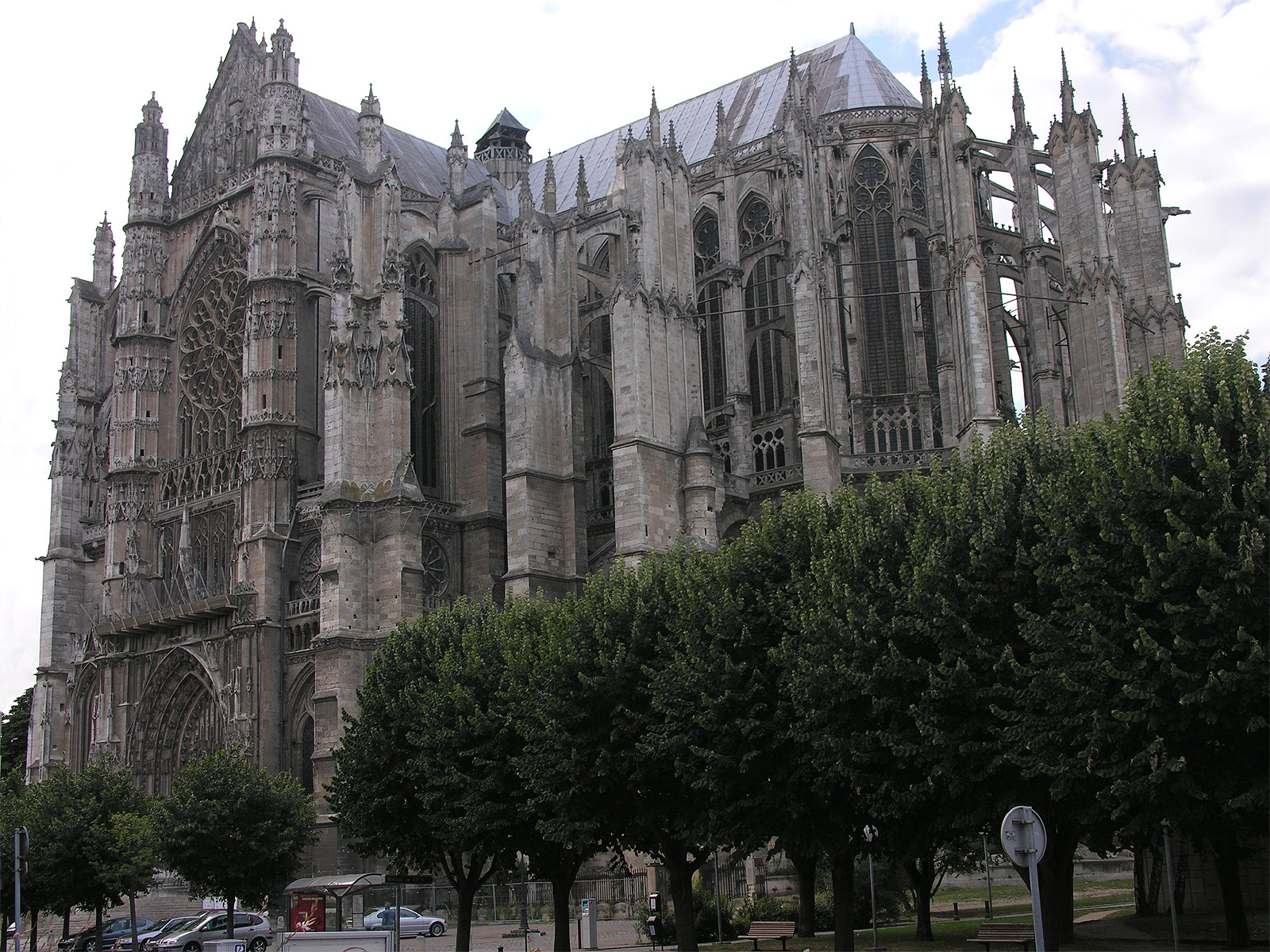
Вид собора с юго-востока
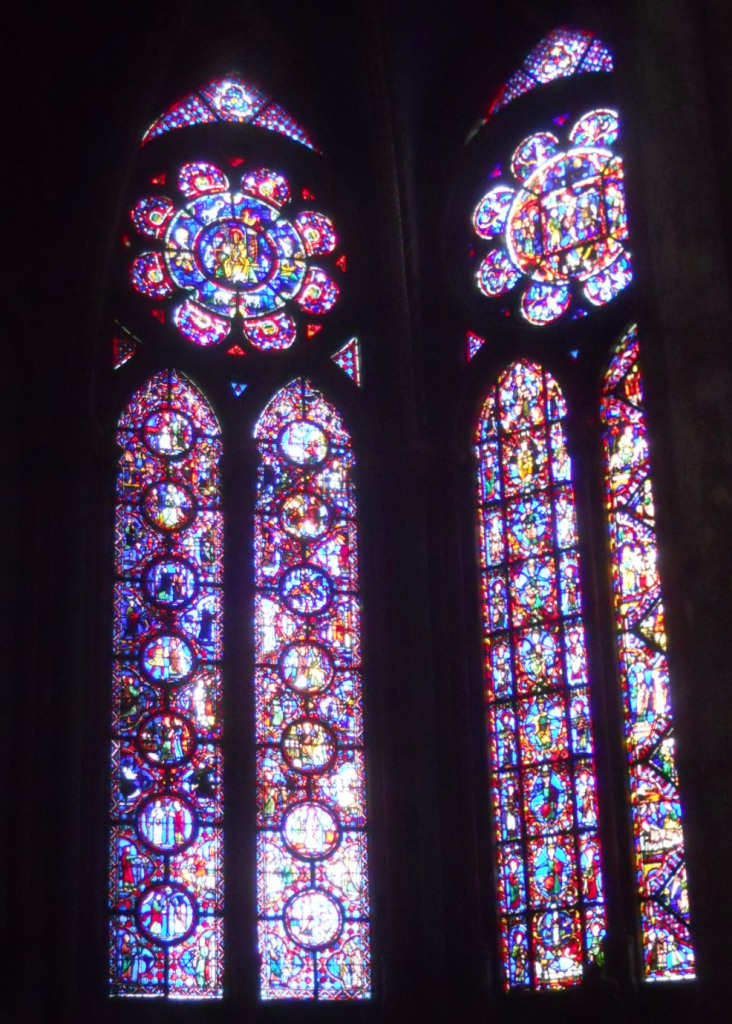
Витражи собора